# Like a Prayer
Like a Prayer là album phòng thu thứ tư của ca sĩ người Mỹ Madonna, phát hành vào ngày 21 tháng 3 năm 1989 bởi Sire Records và Warner Bros. Records. Sau thành công vượt trội của album phòng thu trước True Blue (1986), Madonna đối mật với khoảng thời gian khó khăn trong sự nghiệp khi dự án phim năm 1987 Who's That Girl và vở kịch Broadway Speed-the-Plow đều không được giới chuyên môn đánh giá cao, cũng như những mâu thuẫn trong đời sống hôn nhân với Sean Penn khiến cả hai quyết định ly dị sau bốn năm kết hôn. Quá trình thu âm cho Like a Prayer bắt đầu từ tháng 9 năm 1988, trong đó nữ ca sĩ tiếp tục đồng sáng tác và sản xuất với những cộng tác viên quen thuộc của album trước như Patrick Leonard và Stephen Bray. Ngoài ra, nam ca sĩ Prince cũng đóng góp một bản nhạc và song ca với Madonna. Được nhìn nhận là bản thu âm mang tính nội tâm nhất của cô vào thời điểm đó, đây là một bản thu âm pop kết hợp với những âm hưởng của nhạc rock và dance-pop. Ngoài ra, album cũng đánh dấu sự thay đổi lớn về mặt hình ảnh của nữ ca sĩ khi thay đổi mái tóc vàng quen thuộc thành màu tối và hướng đến hình tượng trưởng thành hơn.
Nội dung ca từ của Like a Prayer đề cập đến nhiều chủ đề thiên về đời sống cá nhân của Madonna, những khía cạnh cô luôn tránh né khi thực hiện những đĩa nhạc trước, bao gồm quá trình nuôi dạy theo đạo Công giáo, cuộc hôn nhân đầy rắc rối với Penn, cái chết của mẹ cô và mối quan hệ nhiều tổn thương từ thời thơ ấu với cha cô. Sau khi phát hành, album nhận được sự hoan nghệnh rộng rãi từ các nhà phê bình âm nhạc, trong đó họ đánh giá cao lời bài hát nội tâm, tổng thế gắn kết và giá trị nghệ thuật ngày càng tăng của nữ ca sĩ. Like a Prayer cũng gặt hái những thành công vượt trội về mặt thương mại khi thống trị các bảng xếp hạng tại hơn 20 quốc gia, như Áo, Bỉ, Canada, Đan Mạch, Hà Lan, Phần Lan, Pháp, Đức, Ý, Nhật Bản, Na Uy, Tây Ban Nha, Thụy Điển, Thụy Sĩ và Vương quốc Anh, đồng thời lọt vào top 5 ở tất cả những thị trường còn lại. Đĩa nhạc trải qua sáu tuần liên tiếp ở vị trí số một trên bảng xếp hạng Billboard 200, đánh dấu album quán quân thứ ba và có số tuần đứng đầu lâu nhất của Madonna tại Hoa Kỳ. Tính đến nay, album đã bán được hơn 15 triệu bản trên toàn cầu, trở thành một trong những album của nghệ sĩ nữ bán chạy nhất lịch sử.
Ba đĩa đơn đã được phát hành từ Like a Prayer. Bài hát chủ đề được chọn làm đĩa đơn mở đường và đạt ngôi vị đầu bảng tại hơn 20 quốc gia, đồng thời trở thành đĩa đơn quán quân thứ bảy của Madonna trên bảng xếp hạng Billboard Hot 100 tại Hoa Kỳ và gây tranh cãi bởi video ca nhạc với chủ đề khiêu khích liên quan đến tôn giáo. Những đĩa đơn tiếp theo "Express Yourself", "Cherish" và "Keep It Together" cũng gặt hái nhiều thành công khi vươn đến top 10 ở những quốc gia nổi bật. Tuy nhiên, đĩa đơn thứ tư "Oh Father" lại chấm dứt chuỗi 16 đĩa đơn liên tiếp lọt vào top 5 của nữ ca sĩ tại Hoa Kỳ, trong khi "Dear Jessie" chỉ được phát hành tại thị trường Châu Âu. Để quảng bá album, Madonna thực hiện chuyến lưu diễn Blond Ambition World Tour với 57 đêm diễn khắp ba châu lục. Kể từ khi ra mắt, Like a Prayer được coi là bước ngoặt trong sự nghiệp của nữ ca sĩ và giúp cô được nhìn nhận như một nghệ sĩ nghiêm túc, hơn là một ngôi sao nhạc pop đơn thuần. Nhiều nhà phê bình cũng chỉ ra ảnh hưởng từ đĩa nhạc đối với những tác phẩm của nhiều nghệ sĩ nữ đương đại trong tương lai, cũng như lọt vào danh sách 500 Album Vĩ đại nhất của Rolling Stone.

## Danh sách bài hát
Tất cả các bài hát được sáng tác và sản xuất bởi Madonna và Patrick Leonard, ngoại trừ một số ghi chú.
| Like a Prayer – Phiên bản tiêu chuẩn | Like a Prayer – Phiên bản tiêu chuẩn | Like a Prayer – Phiên bản tiêu chuẩn | Like a Prayer – Phiên bản tiêu chuẩn | Like a Prayer – Phiên bản tiêu chuẩn |
| STT                                  | Nhan đề                              | Sáng tác                             | Sản xuất                             | Thời lượng                           |
| ------------------------------------ | ------------------------------------ | ------------------------------------ | ------------------------------------ | ------------------------------------ |
| 1.                                   | "Like a Prayer"                      |                                      |                                      | 5:41                                 |
| 2.                                   | "Express Yourself"                   | Madonna Stephen Bray                 | Madonna Bray                         | 4:39                                 |
| 3.                                   | "Love Song" (với Prince)             | Madonna Prince                       | Madonna Prince                       | 4:52                                 |
| 4.                                   | "Till Death Do Us Part"              |                                      |                                      | 5:16                                 |
| 5.                                   | "Promise to Try"                     |                                      |                                      | 4:21                                 |
| 6.                                   | "Cherish"                            |                                      |                                      | 5:03                                 |
| 7.                                   | "Dear Jessie"                        |                                      |                                      | 4:20                                 |
| 8.                                   | "Oh Father"                          |                                      |                                      | 4:57                                 |
| 9.                                   | "Keep It Together"                   | Madonna Bray                         | Madonna Bray                         | 5:03                                 |
| 10.                                  | "Spanish Eyes"                       |                                      |                                      | 5:15                                 |
| 11.                                  | "Act of Contrition"                  |                                      |                                      | 2:19                                 |
| Tổng thời lượng:                     | Tổng thời lượng:                     | Tổng thời lượng:                     | Tổng thời lượng:                     | 51:16                                |

| Like a Prayer – Phiên bản kỷ niệm 30 năm | Like a Prayer – Phiên bản kỷ niệm 30 năm    | Like a Prayer – Phiên bản kỷ niệm 30 năm | Like a Prayer – Phiên bản kỷ niệm 30 năm |
| STT                                      | Nhan đề                                     | Người phối lại                           | Thời lượng                               |
| ---------------------------------------- | ------------------------------------------- | ---------------------------------------- | ---------------------------------------- |
| 1.                                       | "Like a Prayer" (12" Dance Mix)             | Shep Pettibone                           | 7:52                                     |
| 2.                                       | "Express Yourself" (Non-stop Express Remix) | Pettibone                                | 8:00                                     |
| 3.                                       | "Love Song"                                 |                                          | 4:42                                     |
| 4.                                       | "Till Death Do Us Part"                     |                                          | 5:18                                     |
| 5.                                       | "Cherish" (bản mở rộng)                     |                                          | 8:00                                     |
| 6.                                       | "Dear Jessie"                               |                                          | 4:21                                     |
| 7.                                       | "Oh Father" (bản đĩa đơn)                   |                                          | 4:27                                     |
| 8.                                       | "Keep It Together" (12" Remix)              | Pettibone                                | 7:48                                     |
| 9.                                       | "Spanish Eyes"                              |                                          | 5:17                                     |
| 10.                                      | "Supernatural"                              |                                          | 5:12                                     |
| Tổng thời lượng:                         | Tổng thời lượng:                            | Tổng thời lượng:                         | 59:23                                    |

Ghi chú
- Trong một số phiên bản của album, "Spanish Eyes" được liệt kê như "Pray for Spanish Eyes".
- Trong phần ghi chú của album, "The powers that be" (Madonna và Leonard) được ghi nhận là nhà sản xuất của "Act of Contrition".

## Xếp hạng
| Bảng xếp hạng (1989)                     | Vị trí cao nhất |
| ---------------------------------------- | --------------- |
| Album Argentina (CAPIF)                  | 1               |
| Album Úc (ARIA)                          | 4               |
| Album Áo (Ö3 Austria)                    | 1               |
| Album Bỉ (IFPI – SIBESA)                 | 1               |
| Canada Top Albums/CDs (RPM)              | 2               |
| Album Canada (The Record)                | 1               |
| Album Đan Mạch (IFPI)                    | 1               |
| Album Hà Lan (Album Top 100)             | 1               |
| Album Châu Âu (Music & Media)            | 1               |
| Album Phần Lan (Suomen virallinen lista) | 1               |
| Album Pháp (SNEP)                        | 1               |
| Album Đức (Offizielle Top 100)           | 1               |
| Album Hy Lạp (IFPI Greece)               | 1               |
| Album Iceland (Tónlist)                  | 1               |
| Album Ireland (IFPI)                     | 2               |
| Album Ý (Musica e dischi)                | 1               |
| Album Nhật Bản (Oricon)                  | 1               |
| Album New Zealand (RMNZ)                 | 2               |
| Album Na Uy (VG-lista)                   | 1               |
| Album Bồ Đào Nha (AFP)                   | 1               |
| Album Tây Ban Nha (PROMUSICAE)           | 1               |
| Album Thụy Điển (Sverigetopplistan)      | 1               |
| Album Thụy Sĩ (Schweizer Hitparade)      | 1               |
| Album Anh Quốc (OCC)                     | 1               |
| Album Hoa Kỳ Billboard 200               | 1               |
| Album Hoa Kỳ Top R&B/Hip-Hop (Billboard) | 55              |

| Bảng xếp hạng (1989–1993) | Vị trí cao nhất |
| ------------------------- | --------------- |
| Album Úc (ARIA)           | 92              |
| Album Nhật Bản (Oricon)   | 24              |

| Bảng xếp hạng (1989)                | Vị trí |
| ----------------------------------- | ------ |
| Album Úc (ARIA)                     | 6      |
| Album Áo (Ö3 Austria)               | 7      |
| Album Bỉ (IFPI – SIBESA)            | 4      |
| Album Canada (RPM)                  | 4      |
| Album Hà Lan (Album Top 100)        | 7      |
| Album Châu Âu (Music & Media)       | 4      |
| Album Pháp (SNEP)                   | 19     |
| Album Đức (Offizielle Top 100)      | 5      |
| Album Ý (Musica e dischi)           | 5      |
| Album Nhật Bản (Oricon)             | 25     |
| Album New Zealand (RMNZ)            | 14     |
| Album Na Uy (VG-lista)              | 10     |
| Album Tây Ban Nha (PROMUSICAE)      | 3      |
| Album Thụy Sĩ (Schweizer Hitparade) | 5      |
| Album Anh Quốc (OCC)                | 9      |
| Hoa Kỳ Billboard 200                | 12     |
| Bảng xếp hạng (1990)                | Vị trí |
| Hoa Kỳ Billboard 200                | 94     |

## Chứng nhận
| Quốc gia                                                                           | Chứng nhận  | Số đơn vị/doanh số chứng nhận |
| ---------------------------------------------------------------------------------- | ----------- | ----------------------------- |
| Argentina (CAPIF)                                                                  | Bạch kim    | 270,000                       |
| Úc (ARIA)                                                                          | 4× Bạch kim | 280.000^                      |
| Áo (IFPI Áo)                                                                       | Bạch kim    | 50.000*                       |
| Brasil (Pro-Música Brasil)                                                         | 2× Bạch kim | 710,000                       |
| Canada (Music Canada)                                                              | 5× Bạch kim | 500.000^                      |
| Phần Lan (Musiikkituottajat)                                                       | Bạch kim    | 70,818                        |
| Pháp (SNEP)                                                                        | 2× Bạch kim | 800,000                       |
| Đức (BVMI)                                                                         | 3× Vàng     | 750.000^                      |
| Hồng Kông (IFPI Hồng Kông)                                                         | Bạch kim    | 20.000*                       |
| Ấn Độ                                                                              | —           | 41,000                        |
| Israel                                                                             | —           | 20,000                        |
| Ý (FIMI)                                                                           | —           | 800,000                       |
| Nhật Bản (RIAJ)                                                                    | 2× Bạch kim | 414,390                       |
| Malaysia                                                                           | —           | 30,000                        |
| Hà Lan (NVPI)                                                                      | Bạch kim    | 100.000^                      |
| New Zealand (RMNZ)                                                                 | 2× Bạch kim | 30.000^                       |
| Na Uy (IFPI)                                                                       | —           | 74,206                        |
| Bồ Đào Nha (AFP)                                                                   | Vàng        | 20.000^                       |
| Singapore (RIAS)                                                                   | —           | 82,000                        |
| Tây Ban Nha (PROMUSICAE)                                                           | 4× Bạch kim | 400.000^                      |
| Thụy Sĩ (IFPI)                                                                     | 2× Bạch kim | 100.000^                      |
| Turkey                                                                             | —           | 151,000                       |
| Anh Quốc (BPI)                                                                     | 4× Bạch kim | 1.200.000^                    |
| Hoa Kỳ (RIAA)                                                                      | 4× Bạch kim | 5,000,000                     |
| Tổng hợp                                                                           |             |                               |
| Châu Âu Doanh số tính đến năm 1990                                                 | —           | 5,000,000                     |
| Toàn cầu                                                                           | —           | 15,000,000                    |
| * Chứng nhận dựa theo doanh số tiêu thụ. ^ Chứng nhận dựa theo doanh số nhập hàng. |             |                               |